# Агбаст
Агбаст, Бастам (годы рож. и см. неизв.) — армянский князь Хачена XV века. Принял власть после смерти Джалала III в 1431 году. В 1456 году власть унаследовал его сын Сайтун. Все — представители армянского княжеского рода Гасан-Джалаляны.
В источниках упоминается в 1443, 1456 и 1471 годах. В надписи 1471 года представляется как «Бастам, сын великого Джалала». Последнее упоминание в надписи 1507 года: «В году 1507… я Величан, сын парона Сайтуна и внук великого Агбаста поставил сия крест».